# Ostrog
Ostrog (russisk: острог, tr. ostrog) er en russisk betegnelse for et lille fort, typisk bygget af træ og sjældent permanent bemandet. Ostrogs var omkranset af 4-6 meter høje palisader. Navnet stammer fra det russiske ord строгать (tr. strogat, dansk: ~ at afgrene træer). Ostrogs var mindre og udelukkende militære forsvarsværker, sammenlignet med de større kremler, der var den centrale borg i russiske byer. Ostrogs blev ofte bygget i fjerntliggende områder eller ved befæstningslinjerne som "den store forsvarslinje", russisk: Засечная черта, tr. Zasetjnaja tjerta.